# Kostel svatého Antonína Paduánského (Praha)
Kostel svatého Antonína Paduánského v Holešovicích je římskokatolický farní kostel postavený v letech 1908–1911 v pseudogotickém slohu podle projektu architekta Františka Mikše. Nachází na Strossmayerově náměstí v Praze 7-Holešovicích na území někdejší vsi Bubny. Od roku 2015 je chráněn jako nemovitá kulturní památka.

## Historie

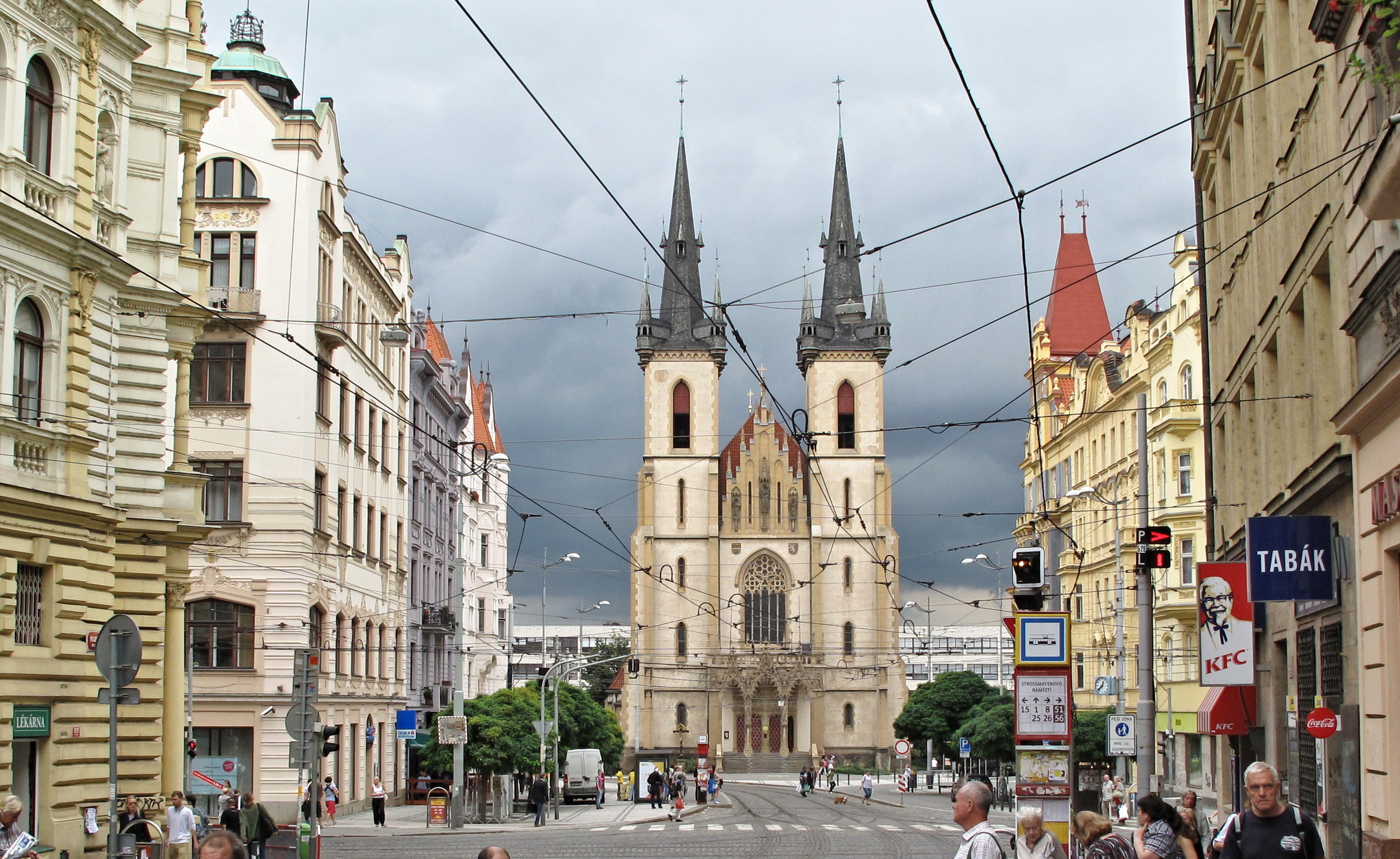
Poloha kostela v rámci Strossmayerova náměstí

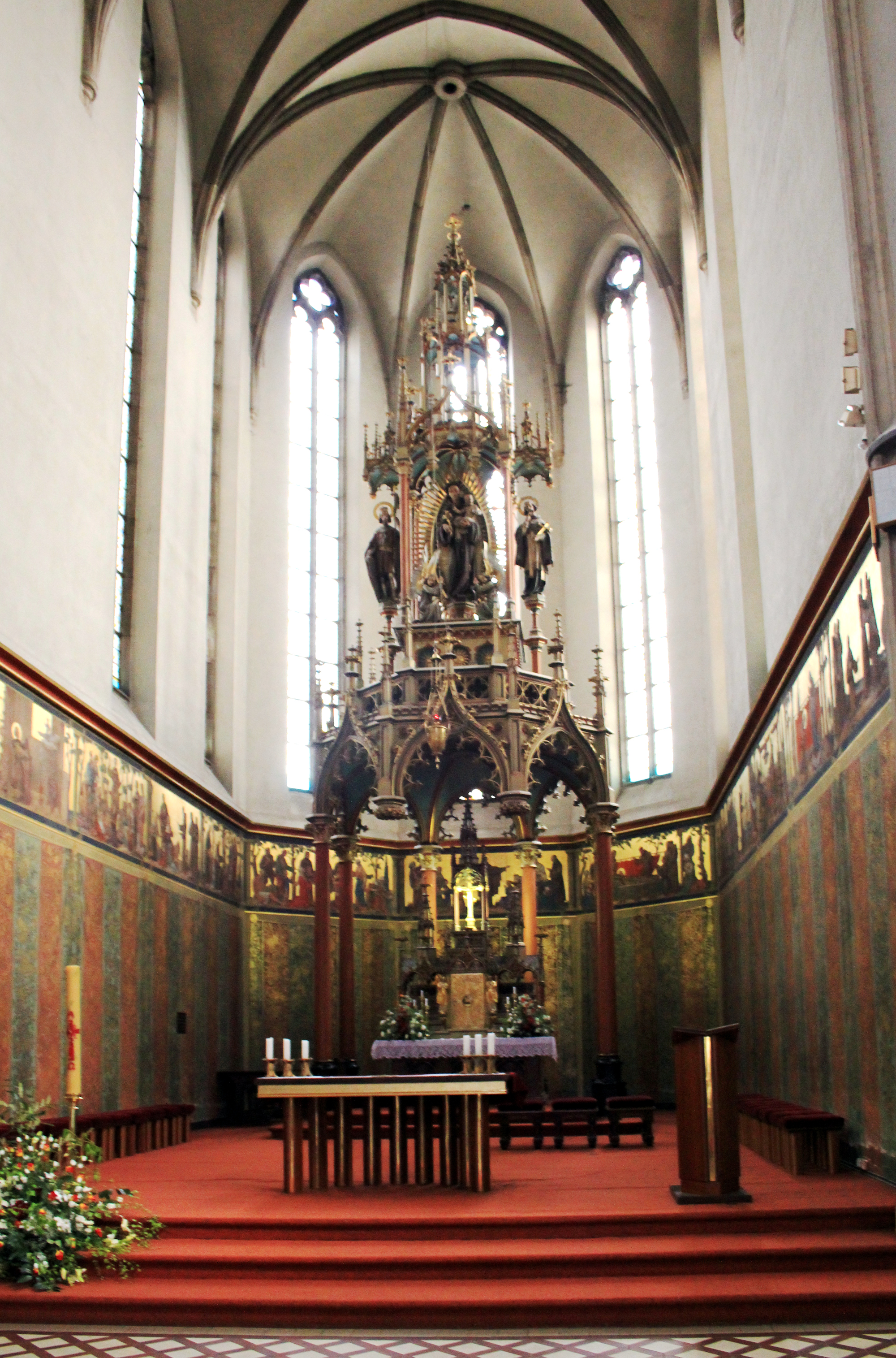
Hlavní oltář

Na území dnešních Bubnů a Holešovic se od 13. století konaly bohoslužby v kostele sv. Klimenta. Na konci devatenáctého století však již jeho kapacita nedostačovala (sloučené a do Prahy již začleněné Holešovice-Bubny měly asi 10 000 obyvatel), a proto došlo roku 1886 k založení Spolku pro vystavění chrámu Páně v Holešovicích, jenž prosazoval výstavbu nového kostela.
Základní kámen byl položen a posvěcen 25. října 1908, stavby probíhaly v letech 1908–1911, ale kostel byl vysvěcen až roku 1914 pražským arcibiskupem kardinálem Lvem Skrbenským z Hříště.
Prvním farářem u sv. Antonína se stal arcibiskupský notář P. Silvestr Hrnčíř, jenž se zasadil o povýšení farní expozitury v Praze VII. na faru a pečlivě dbal o dokončení výtvarné výzdoby interiéru. Také se zasloužil o záchranu unikátního Českého betléma, který umístil do zvláštní kaple.

## Stavba
Trojlodní orientovaný kostel má v západním průčelí dvě věže vybudované podle vzoru Týnského chrámu na Staroměstském náměstí. Uvnitř je křížová klenba nesená dvěma řadami pískovcových sloupů. Kostel má délku 51 m, výšku lodí 21 m, věže jsou vysoké 58 m (s hroty 63 m).

## Zvony
26. října 1916 byly chrámové zvony rozbity a odevzdány k válečným účelům, zachován byl pouze nejmenší, čtyřicetikilogramový umíráček Rafael. Brzy po skončení první světové války byly však opatřeny u Heroldovy zvonařské firmy v Chomutově zcela nové zvony. 17. června 1926 pak byly světícím biskupem Antonínem Podlahou vysvěceny. Také za druhé světové války byly zvony odevzdány, rekvírovány a odvezeny do Německa. Na místě tehdy zbyl jen poškozený historický zvon z kostela sv. Klimenta. Dnes je na věži tohoto kostela tzv. Zvon svobody, což byl dar amerického národa českému lidu z roku 1918. Na věž byl však vyvěšen až roku 1980.

## Slovanský betlém
V tomto kostele našel útočiště unikátní Český betlém, Toto díla Václava Cvekla (figurky) a Karla Stapfera (pozadí) začalo vznikat okolo roku 1904 a bylo později rozšířeno, vybaveno velkým obrazem Domažlic a několika typických chodských stavení. Řezbář Václav Cvekl všechny figurky oblékl do chodských krojů. Později byly přidány i figurky dalších slovanských národů v národních krojích, a betlému se tak začalo říkat Slovanský, neboť jeho ústřední myšlenkou bylo slovanské sjednocení. O betlém byl zájem v zahraničí, ve Spojených státech amerických, Španělsku či Japonsku. Dílo pro české prostředí zachránil první místní farář kostela sv. Antonína, P. Silvestr Hrnčíř, který jej v roce 1923 zakoupil.

## Galerie

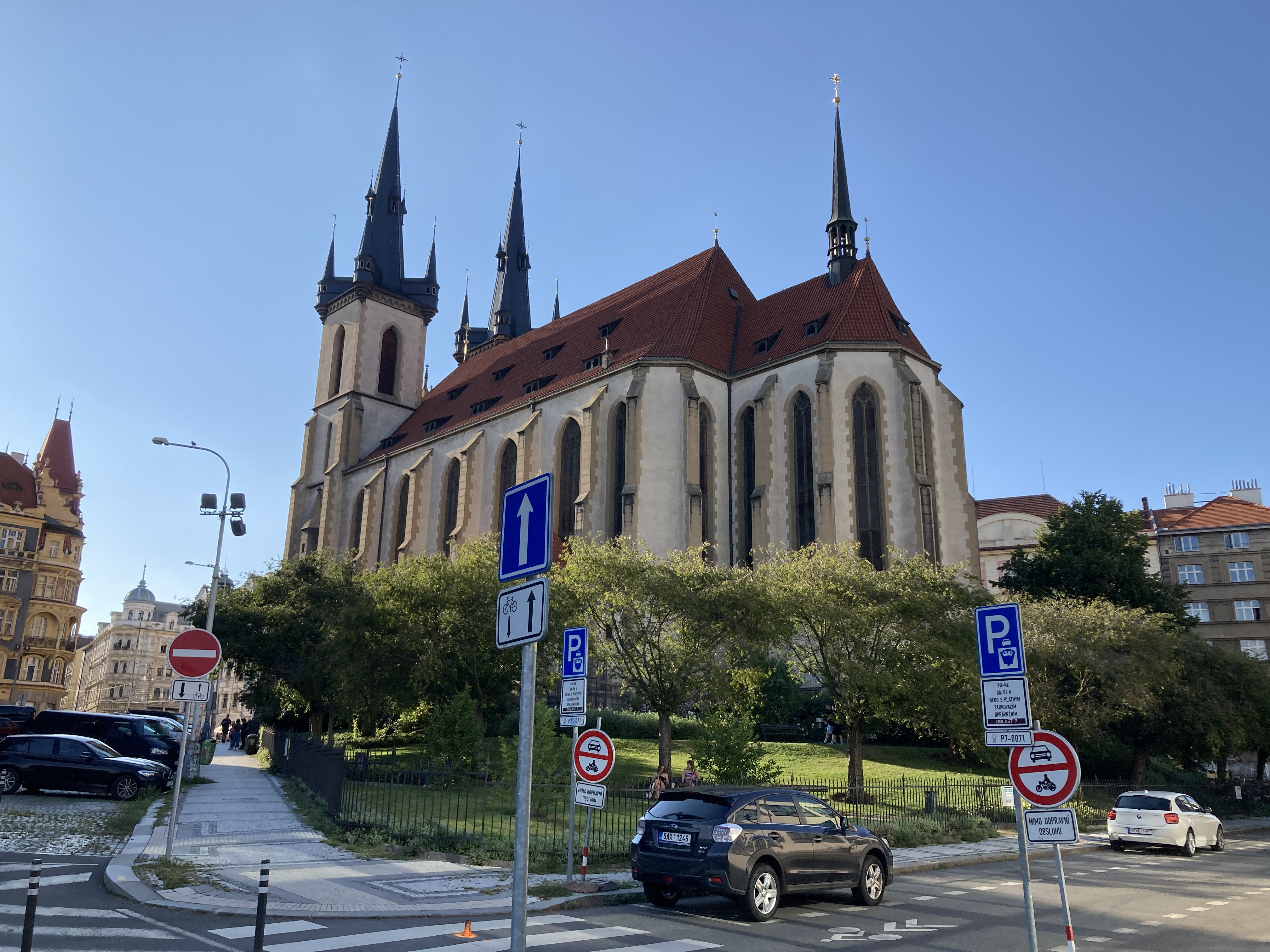
Kostel svatého Antonína Paduánského v Praze - pohled "odzadu".
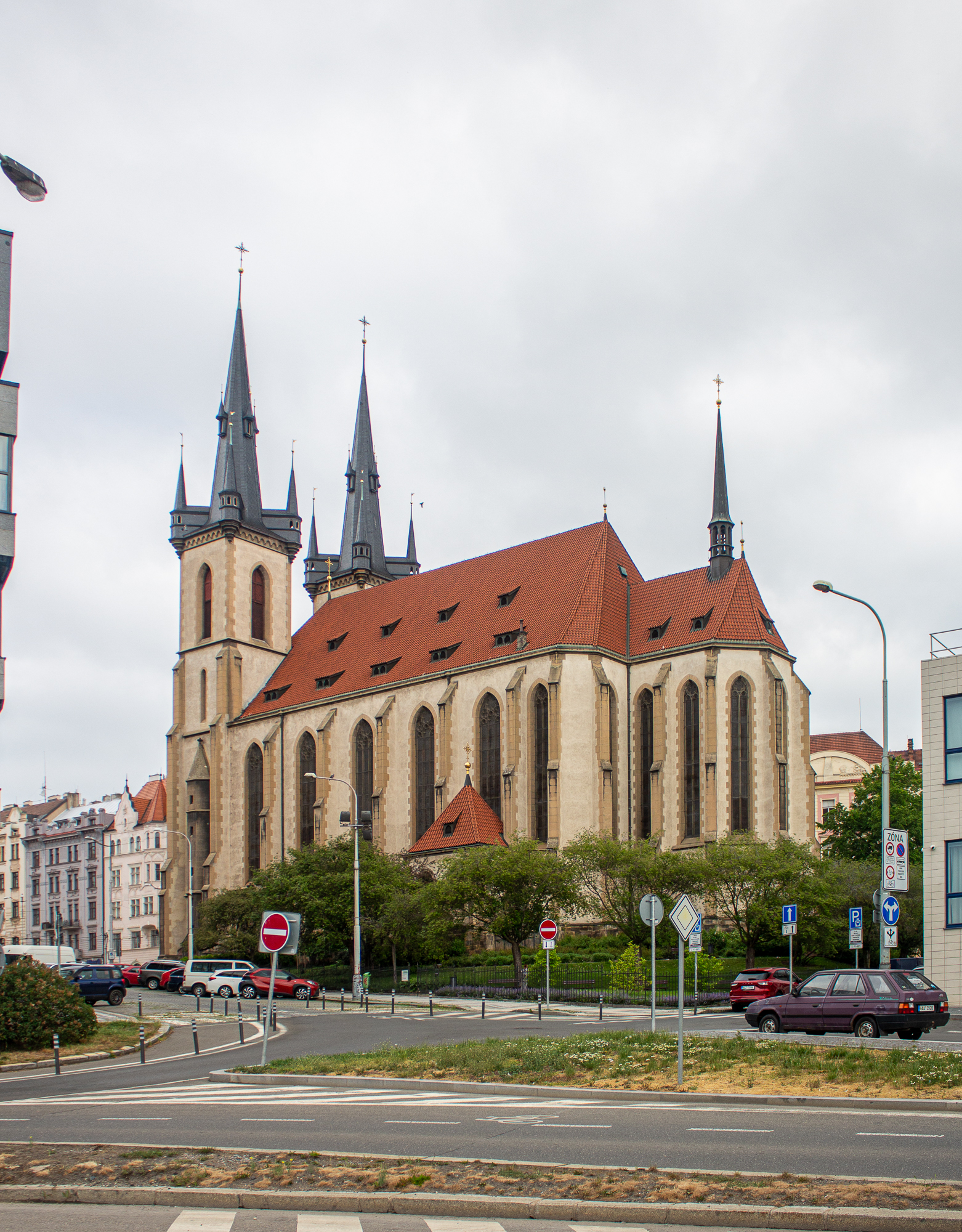
Kostel od Vltavy
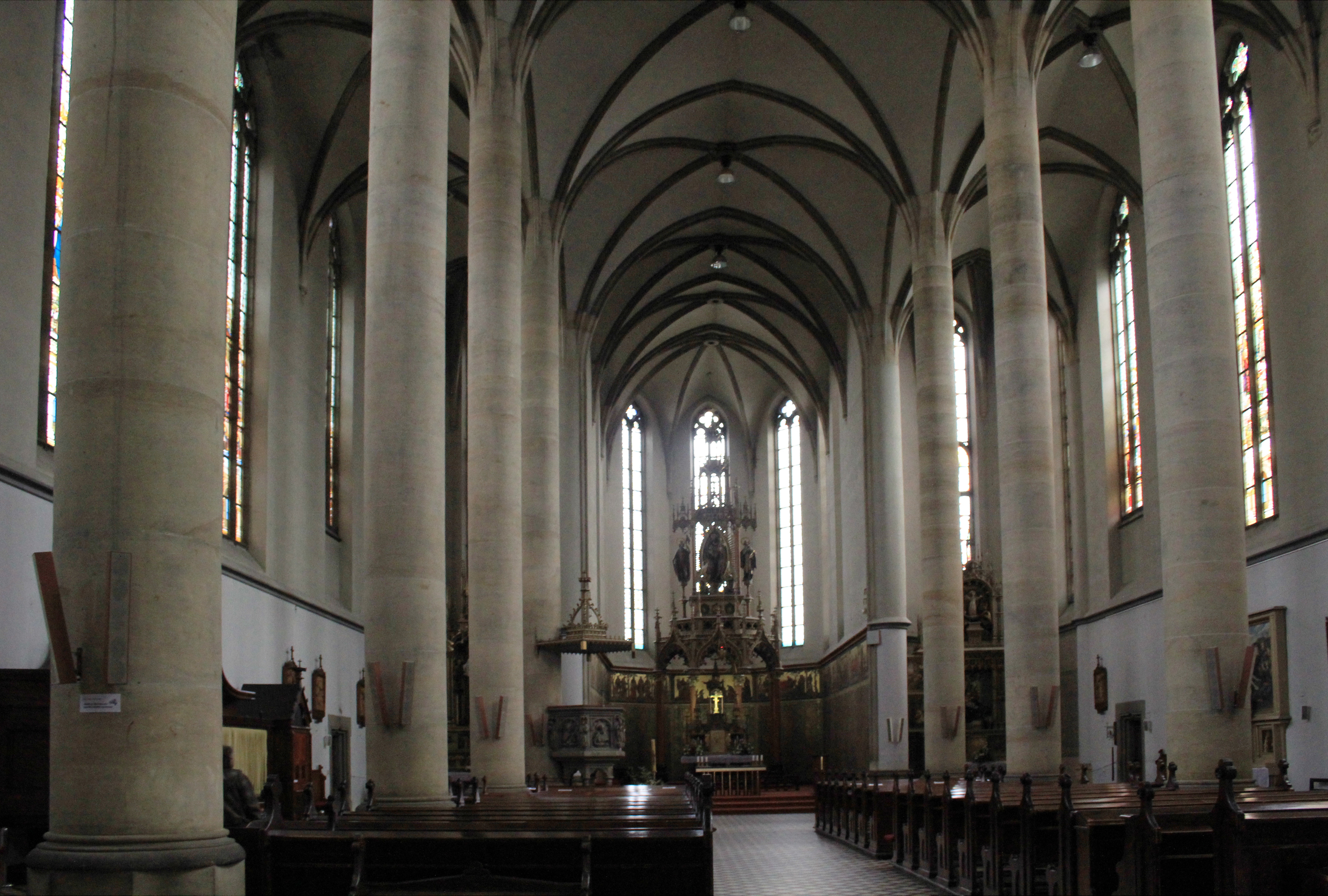
interiér
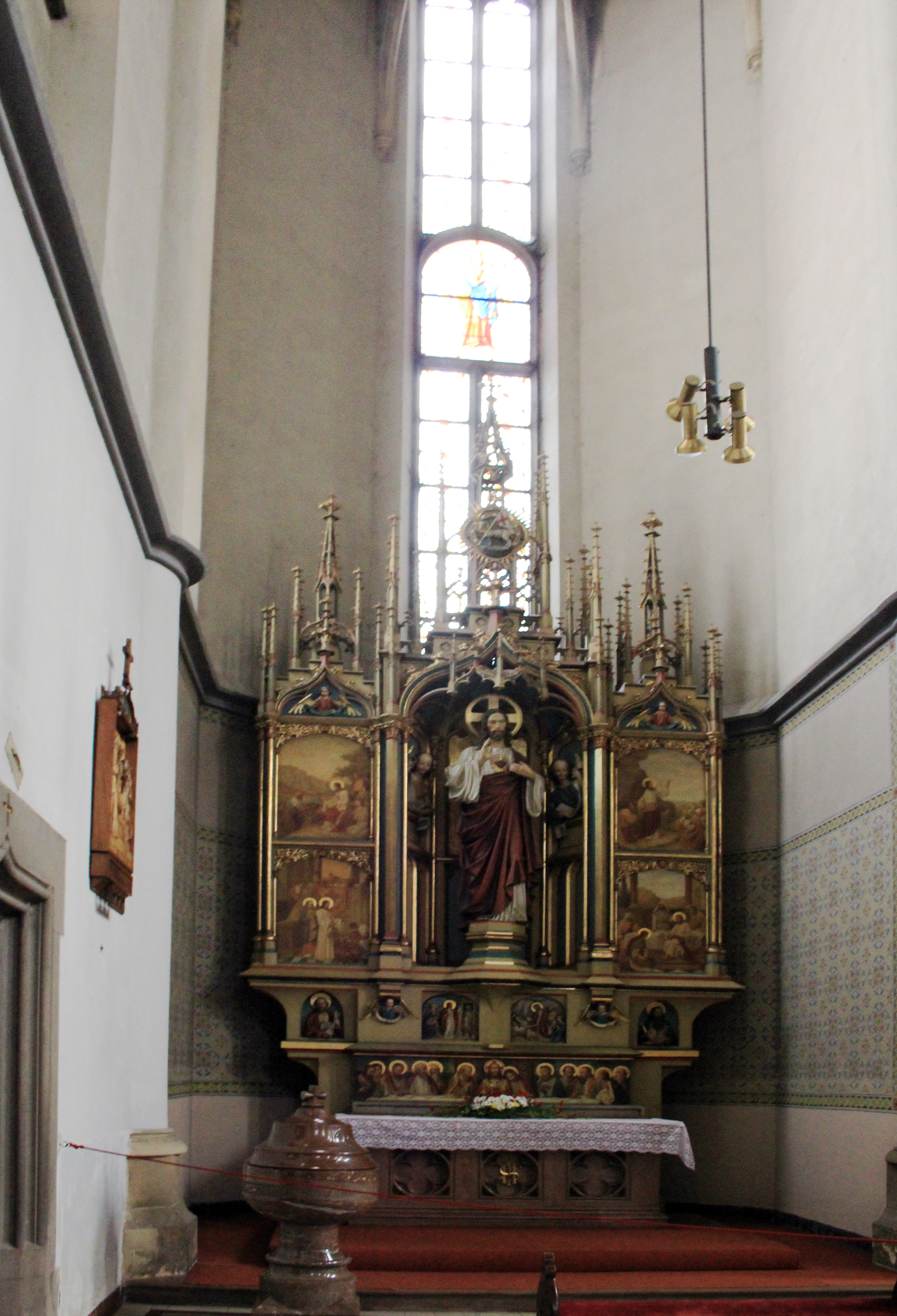
boční oltář
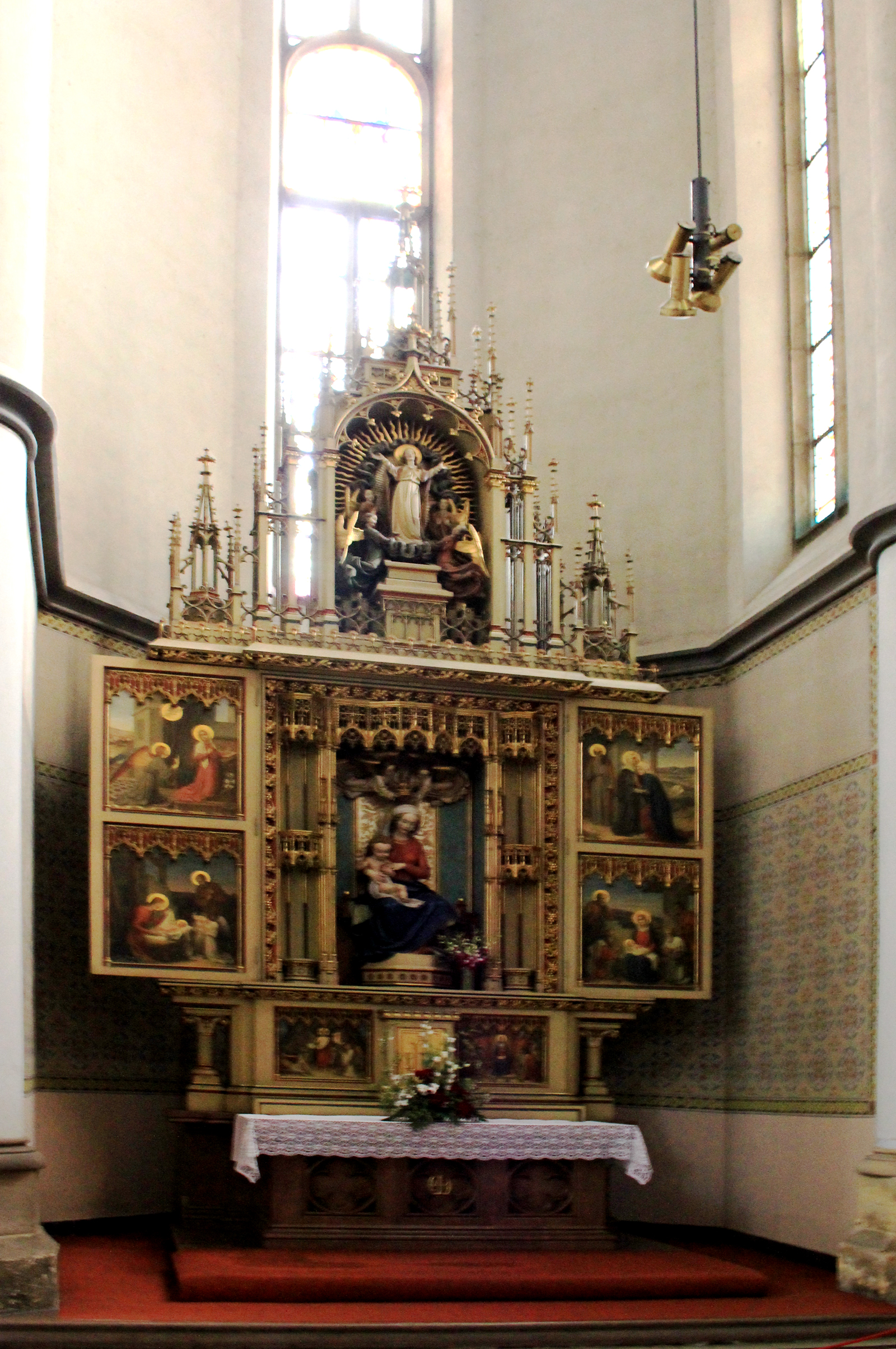
boční oltář
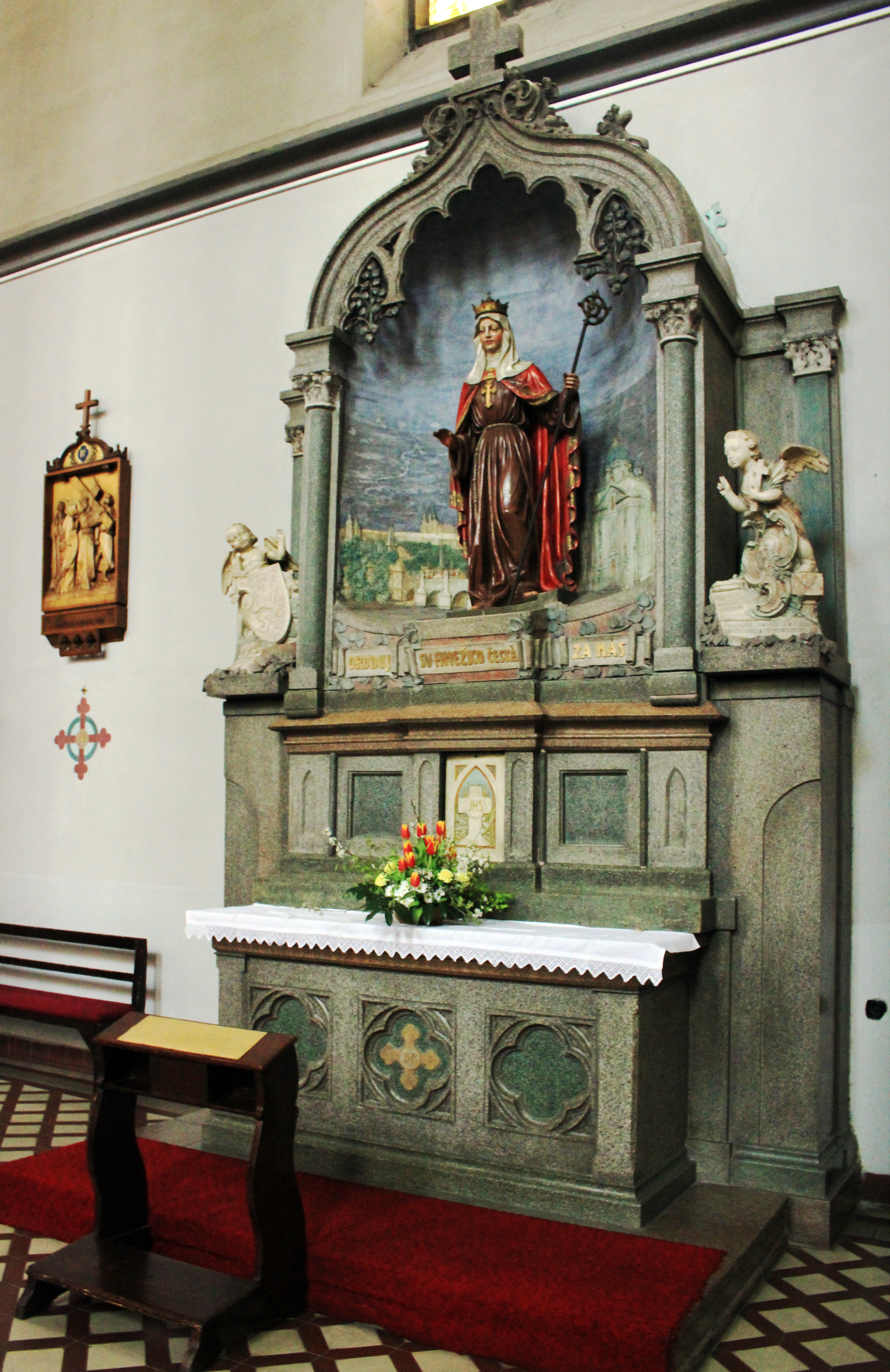
boční oltář
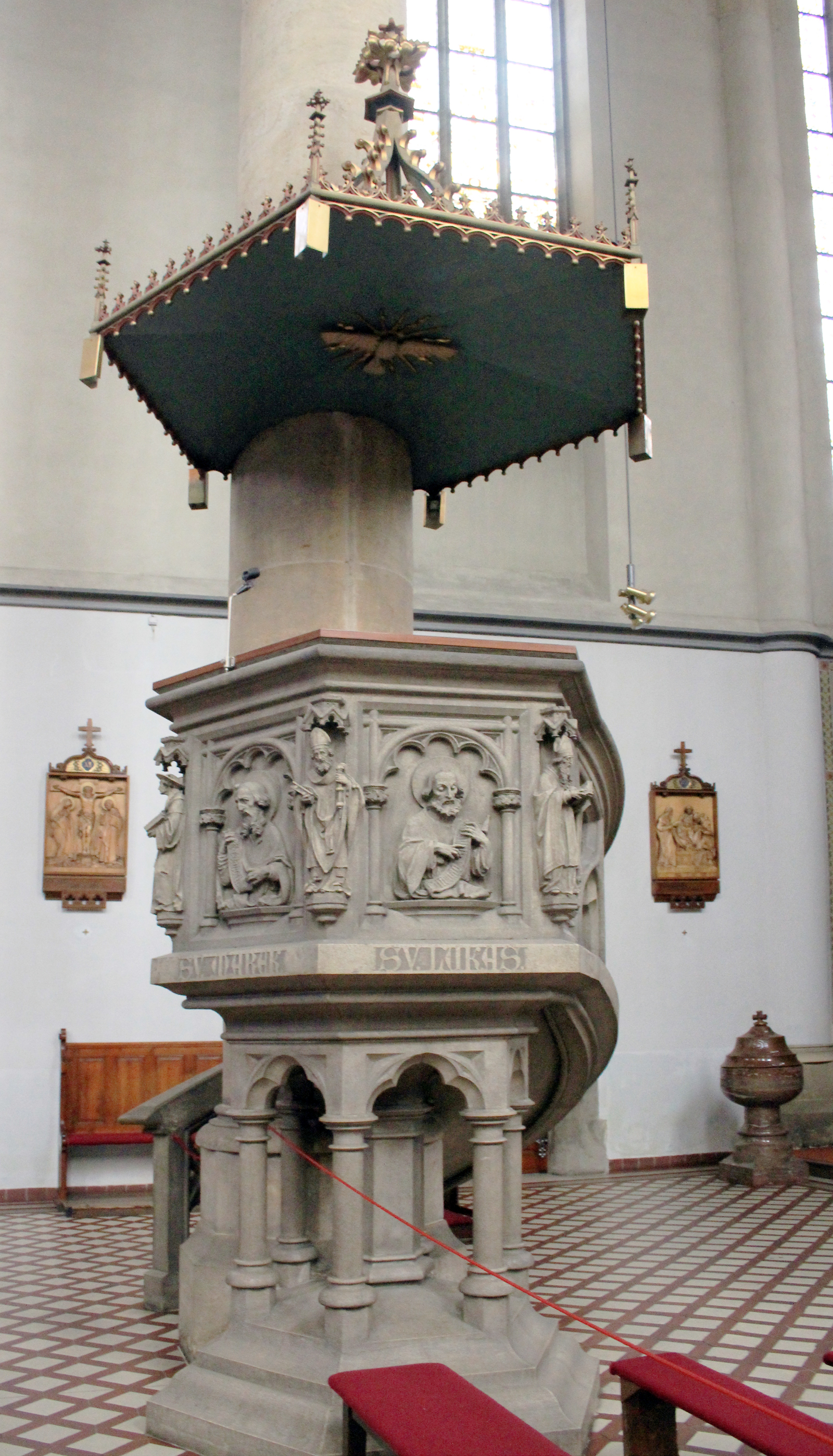
kazatelna